# Rhinocypha seducta
Rhinocypha seducta är en trollsländeart som beskrevs av Hämäläinen och Karube 2001. Rhinocypha seducta ingår i släktet Rhinocypha och familjen Chlorocyphidae. IUCN kategoriserar arten globalt som otillräckligt studerad. Inga underarter finns listade i Catalogue of Life.